# Carpotroche crispidentata
Carpotroche crispidentata är en tvåhjärtbladig växtart som beskrevs av Adolpho Ducke. Carpotroche crispidentata ingår i släktet Carpotroche och familjen Achariaceae. Inga underarter finns listade i Catalogue of Life.